# アルバータ州の旗

アルバータ州の旗

アルバータ州の旗 (flag of Alberta) は、1968年6月1日に制定された。青地に、アルバータ州の盾の紋章が配されている。縦横比は1:2。
盾の紋章は、上部がイングランドの国旗である聖ゲオルギウス十字（白地に赤十字）、下部はロッキー山脈を示す雪山の前に広がる緑の丘、そしてその手前の大平原（プレーリー）に生える豊かな小麦を象徴している。